# Циклофосфамид
Циклофосфами́д — цитостатический противоопухолевый химиотерапевтический лекарственный препарат алкилирующего типа действия, производное бис-β-хлорэтиламина и одновременно производное оксазафосфорина или производное диамидофосфата (так называемый «фосфорамид мустард»). Обладает широким спектром противоопухолевой активности. Обладает также выраженным иммуносупрессивным действием с преимущественным угнетением активности B-, а не T-субпопуляций лимфоцитов, в отличие от метотрексата, меркаптопурина, азатиоприна.

## Фармакологическое действие
Противоопухолевое действие реализуется непосредственно в клетках злокачественной опухоли, где циклофосфамид биотрансформируется под действием фосфатаз с образованием активного метаболита, обладающего алкилирующим действием.
Активные метаболиты циклофосфамида алкилируют ДНК и белки в клетках, при этом алкильные сшивки ДНК располагаются в местах, труднодоступных для воздействия репаративных механизмов клетки, что приводит к невозможности её размножения и к апоптозу или гибели клетки.

## Фармакокинетика
После однократного внутривенного введения концентрация циклофосфамида и его метаболитов в плазме быстро уменьшается в первые 24 ч, но может быть определена в течение 72 ч. При приёме внутрь концентрации циклофосфамида и его метаболитов практически такие же, как при в/в введении.
T1/2 из плазмы после в/в введения в среднем составляет 7 ч у взрослых и около 4 ч у детей. Выводится с мочой и желчью.

## Показания
- Химиотерапия опухолей: рак яичников, рак молочной железы, рак лёгкого, лимфогранулематоз, лимфомы, лимфосаркома, ретикулосаркома, остеогенная саркома, множественная миелома, хронический лимфолейкоз, острый лимфобластный лейкоз, опухоль Вильмса, саркома Юинга, семинома яичка, грибовидный микоз
- Профилактика отторжения трансплантата
- Лечение аутоиммунных заболеваний: ревматоидный артрит, рассеянный склероз, системная красная волчанка, нефротический синдром, гломерулонефрит, системные васкулиты дерматомиозит и др.

## Режим дозирования
Устанавливают индивидуально, в зависимости от показаний и стадии заболевания, состояния системы кроветворения, схемы противоопухолевой терапии.

## Побочное действие
Со стороны пищеварительной системы: тошнота, рвота, диарея, боли в желудке; редко — токсический гепатит.
Со стороны системы кроветворения: лейкопения, тромбоцитопения, анемия.
Со стороны дыхательной системы: при длительном применении высоких доз — пневмонит или интерстициальный лёгочный фиброз.
Со стороны сердечно-сосудистой системы: тахикардия, одышка, острый миоперикардит; в отдельных случаях — тяжёлая сердечная недостаточность (связанная с геморрагическим миокардитом и некрозом миокарда).
Со стороны мочевыделительной системы: асептический геморрагический цистит, нефропатия (связанная с гиперурикемией).
Со стороны репродуктивной системы: нарушения менструального цикла, аменорея, азооспермия.
Аллергические реакции: кожная сыпь, крапивница, анафилактические реакции.
Прочие: алопеция, боли в мышцах и костях, головная боль.

## Противопоказания
Кахексия, анемия, лейкопения, тромбоцитопения, сердечная недостаточность, тяжёлые заболевания печени и/или почек, беременность.

## Беременность и лактация
Циклофосфамид противопоказан при беременности. В случае необходимости применения в период лактации следует решить вопрос о прекращении грудного вскармливания.
Женщины детородного возраста должны применять надёжные методы контрацепции во время терапии.
В экспериментальных исследованиях установлено тератогенное и эмбриотоксическое действие циклофосфамида.

## Особые указания
Не рекомендуется применение у пациентов с ветряной оспой (в том числе недавно перенесённой или после контакта с заболевшими), с опоясывающим герпесом и другими острыми инфекционными заболеваниями.
С осторожностью применяют у больных с подагрой или нефролитиазом в анамнезе, а также после адреналэктомии (необходима коррекция заместительной гормонотерапии и доз циклофосфамида).
С осторожностью применяют циклофосфамид у пациентов с инфильтрацией костного мозга опухолевыми клетками, а также у больных, получавших противоопухолевую химиотерапию или лучевую терапию.
В процессе лечения необходим систематический контроль картины периферической крови: во время основного курса 2 раза в неделю; при поддерживающем лечении — 1 раз в неделю. При снижении количества лейкоцитов до 2500/мкл и тромбоцитов до 100 000/мкл лечение необходимо прекратить.
На фоне проводимой терапии контролируют активность печёночных трансаминаз и ЛДГ, уровень билирубина, концентрации мочевой кислоты в плазме крови, диурез и удельную плотность мочи, а также проводят тесты на выявление микрогематурии.
При применении циклофосфамида в более высоких дозах с целью профилактики геморрагического цистита целесообразно назначение месны.
В экспериментальных исследованиях установлено канцерогенное и мутагенное действие циклофосфамида.
Циклофосфамид в форме драже, таблеток, порошка для инъекций, лиофилизированного порошка для инъекций включён в Перечень ЖНВЛС.

## Лекарственное взаимодействие
При одновременном применении циклофосфамид может усиливать действие гипогликемических препаратов.
Сочетанное применение с аллопуринолом может привести к усилению миелотоксичности.
При одновременном применении с непрямыми антикоагулянтами возможно изменение антикоагулянтной активности (как правило, циклофосфамид снижает синтез факторов свёртывания в печени и нарушает процесс образования тромбоцитов).
При сочетанном применении с цитарабином, даунорубицином или доксорубицином возможно усиление кардиотоксического действия.
При сочетанном применении с иммунодепрессантами повышается риск возникновения инфекций и вторичных опухолей.
При одновременном применении циклофосфамида с ловастатином повышается риск развития острого некроза скелетных мышц и острой почечной недостаточности.
Лекарственные средства, являющиеся индукторами микросомальных ферментов, вызывают повышенное образование активных метаболитов циклофосфамида, что приводит к усилению его действия.